# ジャン・ラニョッティ
ジャン・"ジャンノ"・ラニョッティ（Jean "Jeannot" Ragnotti、1945年8月29日 - ）は、フランス・カルパントラ出身のラリードライバー。

## 経歴
1973年にラリードライバーとしてデビューする。1981年のラリー・モンテカルロをルノー・5で制した。これはWRC史上初のターボエンジン搭載車による勝利であった。1982年にはツール・ド・コルスを制する。

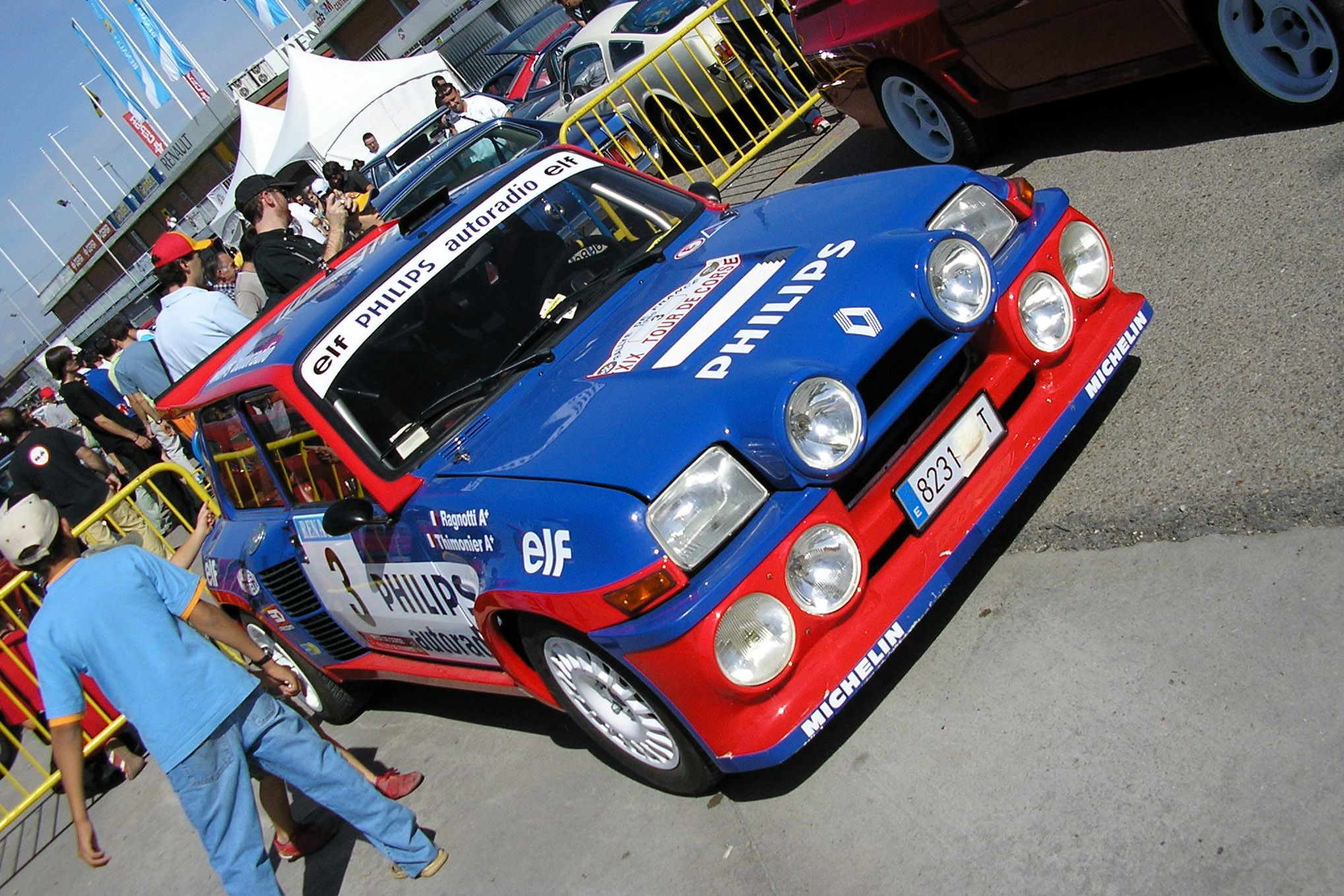
ラニョッテイの駆るルノー・5

また、フランス・ツーリングカー選手権にも参戦しており、1988年にはシリーズチャンピオンを獲得している。1990年代も引き続いてルノーをドライブしたが、このときは前輪駆動のクリオ・マキシであった。
1995年に引退する。WRCにおける優勝回数は3回だが、性能に劣るマシンで速くパワーに勝るマシンに勝つドライビングは世界各国で高い人気を呼んだ。
フランス人であるが故にターマックスペシャリストのイメージを抱かれがちだが、グラベルラリーやウインターラリーでも好成績を残した。同じフランス人ラリードライバーのフィリップ・ブガルスキーは、ラニョッティを「生涯の師匠」と仰ぎ、慕った。
1995年のF1モナコGPでペースカードライバーを務めていたが、スピンし止まっていたフットワーク・FA16に乗る井上隆智穂に追突し話題となった。引退後の1998年に公開されたフランス映画『TAXi』では撮影ドライバーを務めた。
現在はルノーの名誉広報部長を務めており、ルノーや自動車専門雑誌などのイベントのゲストとしてたびたび来日している。

## WRCでの優勝歴
| # | ラリー                                 | シーズン | コ・ドライバー           | 使用車両             |
| - | -------------------------------------- | -------- | ------------------------ | -------------------- |
| 1 | 49ème Rallye Automobile de Monte-Carlo | 1981     | ジャン＝マルク・アンドレ | Renault 5 Turbo      |
| 2 | 26ème Tour de Corse - Rallye de France | 1982     | ジャン＝マルク・アンドレ | Renault 5 Turbo      |
| 3 | 29ème Tour de Corse - Rallye de France | 1985     | ピエール・ティモニエ     | Renault 5 Maxi Turbo |

## レース戦績

### ル・マン24時間レース
| 年     | チーム                                         | コ・ドライバー                                               | 使用車両                           | クラス | 周回 | 総合順位 | クラス順位 |
| ------ | ---------------------------------------------- | ------------------------------------------------------------ | ---------------------------------- | ------ | ---- | -------- | ---------- |
| 1975年 | フィリップ・メテタール                         | ミシェル・ラスト                                             | テクマ・PHM755                     | S 2.0  | 11   | DNF      | DNF        |
| 1977年 | イナルテラ                                     | ジャン・ロンドー                                             | イナルテラ・LM77                   | GTP    | 315  | 4位      | 1位        |
| 1978年 | エクィップ ルノー エルフ スポール カルバーソン | ギ・フレクラン ジョゼ・ドレム ジャン＝ピエール・ジャブイーユ | ルノー・アルピーヌ・A442A          | S +2.0 | 358  | 4位      | 4位        |
| 1979年 | VSD キャノン ジャン・ロンドー                  | ベルナール・ダルニッシュ                                     | ロンドー・M379                     | S +2.0 | 292  | 5位      | 1位        |
| 1980年 | ITT ジャン・ロンドー                           | アンリ・ペスカロロ                                           | ロンドー・M379B                    | S +2.0 | 124  | DNF      | DNF        |
| 1981年 | オーティス ジャン・ロンドー                    | ジャン＝ルイ・ラフォッス                                     | ロンドー・M379                     | S +2.0 | 58   | DNF      | DNF        |
| 1982年 | オーティス オートモービルズ ジャン・ロンドー   | アンリ・ペスカロロ ジャン・ロンドー                          | ロンドー・M382-フォード コスワース | C      | 146  | DNF      | DNF        |